# Sai (Soromandi)
Sai is een bestuurslaag in het regentschap Bima van de provincie West-Nusa Tenggara, Indonesië. Sai telt 3429 inwoners (volkstelling 2010).